# Finale della Coppa Libertadores 2019
La finale della 60ª edizione della Coppa Libertadores si è disputata sabato 23 novembre 2019 allo Stadio Monumental di Lima tra i brasiliani del Flamengo e gli argentini del River Plate.

## Le squadre
| Squadre     | Partecipazioni precedenti (il grassetto indica la vittoria) |
| ----------- | ----------------------------------------------------------- |
| Flamengo    | 1 (1981)                                                    |
| River Plate | 6 (1966, 1976, 1986, 1996, 2015, 2018)                      |

## Sede
Per la prima volta nella storia della Coppa Libertadores la finale viene giocata a gara secca su campo neutro scelto in anticipo. Inizialmente era stato indicato lo stadio Nacional de Chile a Santiago, ma in seguito alle proteste in Cile del 2019-2020 la scelta della sede è ricaduta su Lima, che avrebbe già dovuto ospitare la finale di Coppa Sudamericana.

## Il cammino verso la finale
Il Flamengo è inserito nel gruppo D con LDU Quito, Peñarol e San José. Con dieci punti, frutto di tre vittorie, un pari e due sconfitta i Mengão si qualificano agli ottavi classificandosi primi nel girone grazie alla classifica avulsa. Al turno successivo gli ecuadoriani dell'Emelec battono i brasiliani in casa 2-0, ma perdono col medesimo risultato a Rio de Janeiro e vengono eliminati ai rigori. Ai quarti di finale è di scena il derby con l'Internacional di Porto Alegre, che viene sconfitto con un risultato complessivo di 3-1. In semifinale viene sorteggiata ancora una volta una squadra brasiliana: il Grêmio. All'Arena do Grêmio la partita finisce in parità per 1-1, ma nel retour match del Maracanã il Flamengo si impone per 5-0 tornando così a disputare una finale dopo 38 anni dall'ultima volta.
Il River Plate, campione in carica, viene inserito nel gruppo A con Internacional, Palestino e Alianza Lima. Con dieci punti, frutto di due vittorie e quattro pareggi, Los Millonarios si qualificano agli ottavi classificandosi secondi nel girone. Al turno successivo i brasiliani del Cruzeiro pareggiano a reti inviolate sia la gara di andata che quella di ritorno e vengono eliminati ai rigori. Ai quarti di finale i paraguaiani del Cerro Porteño si arrendono con un risultato complessivo di 3-1. In semifinale è di scena il Superclásico che vede, come nella passata stagione, ancora una volta il trinfo del River sul Boca Juniors, stavolta per 2-1 tra andata e ritorno.
Note: In ogni risultato sottostante, il punteggio della finalista è menzionato per primo.
| Pos. | Squadra   | P  | G | V | N | P | GF | GS | DR  |
| ---- | --------- | -- | - | - | - | - | -- | -- | --- |
| 1.   | Flamengo  | 10 | 6 | 3 | 1 | 2 | 11 | 5  | +6  |
| 2.   | LDU Quito | 10 | 6 | 3 | 1 | 2 | 12 | 8  | +4  |
| 3.   | Peñarol   | 10 | 6 | 3 | 1 | 2 | 7  | 5  | +2  |
| 4.   | San José  | 4  | 6 | 1 | 1 | 4 | 7  | 19 | -12 |

| Pos. | Squadra       | P  | G | V | N | P | GF | GS | DR  |
| ---- | ------------- | -- | - | - | - | - | -- | -- | --- |
| 1.   | Internacional | 14 | 6 | 4 | 2 | 0 | 11 | 6  | +5  |
| 2.   | River Plate   | 10 | 6 | 2 | 4 | 0 | 10 | 5  | +5  |
| 3.   | Palestino     | 7  | 6 | 2 | 1 | 3 | 7  | 7  | 0   |
| 4.   | Alianza Lima  | 1  | 6 | 0 | 1 | 5 | 2  | 12 | -10 |

## La partita
A Lima va in scena la finale tra il River Plate, campione in carica, e il Flamengo che torna in finale dopo 38 anni. Dopo soli quattordici minuti Rafael Santos Borré porta in vantaggio gli argentini, sfruttando un bel cross di Ignacio Fernández. Dopo soli sette minuti ancora Borré ha l'opportunità di portare al raddoppio la sua squadra, ma non riesce a capitalizzare l'opportunità e il primo tempo si chiude dunque sullo 0-1.
Nella ripresa è ancora il River a condurre il gioco, con il Flamengo che si limita al contropiede. Con l'uscita di Borré per infortunio e l'ingresso di Diego, il match cambia rotta con il Mengão che si rende molto più pericoloso. A un minuto dal termine dei tempi regolamentari Gabriel Barbosa riesce a trovare la via del gol, con un tap-in su assist di Giorgian De Arrascaeta. Al secondo minuto di recupero Diego fa partire un cross che non viene intercettato dalla difesa argentina e ancora Gabigol segna e porta in vantaggio i suoi. Dopo essere stato per gran parte della partita chiuso in difesa, il Flamengo esce fuori nei minuti finali e vince la seconda Coppa Libertadores della sua storia.

## Tabellino
| Arbitro: | Roberto Tobar |

|                       |           |           |
| Gabriel B. 89’, 90+2’ | Marcatori | 14’ Borré |

| Flamengo | River Plate |

| P           | 1  | Diego Alves            |              |       |
| D           | 18 | Rafinha                | 79’          |       |
| D           | 3  | Rodrigo Caio           |              |       |
| D           | 24 | Pablo Marí             | 54’          |       |
| D           | 21 | Filipe Luís            |              |       |
| C           | 5  | Willian Arão           |              | 85’   |
| C           | 15 | Gerson                 |              | 65’   |
| C           | 7  | Éverton Ribeiro        |              |       |
| C           | 14 | Giorgian De Arrascaeta |              | 90+2’ |
| C           | 27 | Bruno Henrique         |              |       |
| A           | 9  | Gabriel Barbosa        | 90+2’, 90+5’ |       |
| Panchina:   |    |                        |              |       |
| P           | 12 | César                  |              |       |
| D           | 2  | Rodinei                |              |       |
| D           | 4  | Rhodolfo               |              |       |
| D           | 6  | Renê                   |              |       |
| D           | 26 | Matheus Thuler         |              |       |
| C           | 10 | Diego                  |              | 65’   |
| C           | 13 | Vinícius Souza         |              |       |
| C           | 19 | Reinier                |              |       |
| C           | 25 | Robert Piris           |              | 90+2’ |
| A           | 11 | Vitinho                |              | 85’   |
| A           | 20 | Lincoln                |              |       |
| A           | 28 | Orlando Berrío         |              |       |
| Allenatore: |    |                        |              |       |
| Jorge Jesus |    |                        |              |       |

| P                | 1  | Franco Armani          |       |     |
| D                | 29 | Gonzalo Montiel        |       |     |
| D                | 28 | Lucas Martínez Quarta  |       |     |
| D                | 22 | Javier Pinola          |       |     |
| D                | 20 | Milton Casco           | 29’   | 76’ |
| C                | 24 | Enzo Pérez             | 70’   |     |
| C                | 26 | Ignacio Fernández      |       | 68’ |
| C                | 15 | Exequiel Palacios      | 90+5’ |     |
| C                | 11 | Nicolás De La Cruz     |       |     |
| A                | 19 | Rafael Santos Borré    |       | 74’ |
| A                | 7  | Matías Suárez          | 45+1’ |     |
| Panchina:        |    |                        |       |     |
| P                | 14 | Germán Lux             |       |     |
| P                | 25 | Enrique Bologna        |       |     |
| D                | 2  | Robert Rojas           |       |     |
| D                | 4  | Fabrizio Angileri      |       |     |
| D                | 6  | Paulo Díaz             |       | 76’ |
| C                | 5  | Bruno Zuculini         |       |     |
| C                | 10 | Juan Fernando Quintero |       |     |
| C                | 21 | Cristian Ferreira      |       |     |
| C                | 23 | Leonardo Ponzio        |       |     |
| A                | 9  | Julián Álvarez         |       | 68’ |
| A                | 27 | Lucas Pratto           |       | 74’ |
| A                | 30 | Ignacio Scocco         |       |     |
| Allenatore:      |    |                        |       |     |
| Marcelo Gallardo |    |                        |       |     |